# Jörg Müller (Psychotherapeut)
Jörg Müller (* 1943 in Bernkastel-Kues) ist ein deutscher römisch-katholischer Geistlicher und Psychotherapeut.

## Leben
Jörg Müller besuchte das Bischöfliche Konvikt in Prüm und legte dort 1966 sein Abitur ab. 1969 gründete er den Krankenhaussender „Radio Piccolo“ in Trier, Saarburg und Hermeskeil. Ein Studium der Theologie und Philosophie in Trier und Innsbruck schloss er 1971 mit dem Diplom ab. Er schloss ein Studium der Psychologie in Salzburg an, welches er 1975 mit der Promotion abschloss, und absolvierte Zusatzausbildungen in Graphologie, Hypnotherapie und Gruppenpsychologie. Sein zweites Staatsexamen legte er in Pädagogik und Psychotherapie ab und ist seit 1976 als Psychotherapeut tätig. Er war Professor (Gymnasiallehrer) für Religion und Psychologie in Salzburg und lehrte auch in Tamsweg sowie als Oberstudienrat in Trier, Saarburg und Bernkastel-Kues.
Im Jahr 1989 trat er in die Gemeinschaft vom Katholischen Apostolat (Pallottiner) ein und wurde 1994 in Freising zum Priester geweiht. 1995 gründete er im Pallotti-Haus in Freising als therapeutische Einrichtung die „Heilende Gemeinschaft“. Der Schwerpunkt der Einrichtung ist „christliche Psychotherapie“.

## Positionen
Jörg Müller war 2001 Redner beim ersten Kongress des Forums Deutscher Katholiken mit der These: Der Papst hat mehr Fans als Michael Jackson. 2011 sprach er sich im Zusammenhang mit dem „Memorandum 2011“ gegen den Zölibat aus. Darüber hinaus setzt er sich schon seit längerem für die Zulassung „wiederverheiratet Geschiedener“ zur Eucharistie ein. Außerdem fordert er den Diakonat der Frau in der Katholischen Kirche und kritisiert „[a]ngstvolles Festhalten an alten Strukturen (z. B. der Pfarrer als oberster Gemeindeleiter oder den Zölibat als Bedingung dafür).“ In seinem Lebenshilfebuch Der Umgang mit sich und mit anderen bewertet er positives Denken als hilfreich. Den religiösen Glauben sieht er auch als Therapie an.

## Veröffentlichungen (Auswahl)
- Lebe, Liebe, Lache. 5-Minuten-Geschichten und Gedichte für Jung und Alt. DERULVerlag, ISBN 978-3-9816742-8-6. 2025
- Gerade noch mal gut gegangen. Wie mich Gott führte. Steinkopf Verlag 2020, ISBN 978-3-87503-255-0; 3. Auflage ebenda 2022. (Autobiografie).
- Aufruf zum Umdenken. Provokant-humorige Überlegungen zu 30 Themen des christlichen Lebens. Fromm Verlag 2018, ISBN 978-620-2-44225-1.
- Wenn man meine Bitten erfüllt. Alle anerkannten Marienerscheinungsorte mit Botschaften, Bildern.... Mediatrix 2018, ISBN 978-3-902722-44-7.
- Top Ten. Die zehn wichtigsten Kapitel aus meinen Büchern.Vierzig Jahre therapeutische Erfahrungen. Steinkopf ISBN 978-3-7984-0844-9.
- Die Jungfrau Maria spricht zur Welt. Alle anerkannten Erscheinungsorte. Botschaften, Seher, Zeichen. Bildarchiv. Media Maria ISBN 978-3-945401-86-6.
- Schuld, Trauer, Depression. Wege zur Heilung. Media Maria ISBN 978-3-945401-19-4.
- Damit Leben gelingt. Über die Balance der inneren Werte. Betulius ISBN 978-3-89511-321-5.
- Mach mal Pause. Lieder von und mit Jörg Müller. Mit Textheft. CD Nr. 978-3-89511-324-6.
- Der Mensch und sein Ego. Weshalb wir uns so und nicht anders verhalten. Steinkopf, ISBN 978-3-7984-0823-4.
- Leben Sie schon oder existieren Sie noch? Über Burnout, die Aufschieberitis und das Gefühl alles zu verpassen. Steinkopf, ISBN 978-3-7984-0817-3.
- Oh Gott. Autobiographische Einsichten. Lesen auf eigene Gefahr. Steinkopf Verlag, ISBN 978-3-7984-0810-4.
- Der Missbrauch und die Kirche. Steinkopf-Verlag, ISBN 978-3-7984-0806-7.
- Du schaffst es. Wie Worte u.Gedanken uns verändern. Betulius ISBN 978-3-89511-105-1.
- Antenne ohne Erdung. Weshalb relig.Menschen oft übertreiben. Steinkopf ISBN 978-3-7984-0802-9.
- Ich muss mit dir reden. Beten in Bedrängnis. Betulius ISBN 978-3-89511-103-7.
- Sinnvoller leben mit der Paulusstrategie. Steinkopf ISBN 978-3-7984-0795-4.
- Die infantile Gesellschaft. Steinkopf ISBN 978-3-7984-0793-0.
- Die Kunst der Vergebung. Sankt Ulrich-Verlag, ISBN 978-3-86744-006-6.
- Der missverstandene Jesus. Steinkopf-Verlag, ISBN 3-7984-0783-5.
- Es muss wohl ein Engel gewesen sein. Betulius-Verlag, ISBN 3-89511-101-5.
- Von Glücksvögeln und Pechpilzen. Steinkopf-Verlag, ISBN 3-7984-0776-2.
- Alternative Heilverfahren. Betulius-Verlag, ISBN 3-89511-084-1.
- Haben wir noch Bier im Keller? Steinkopf-Verlag, ISBN 3-7984-0763-0.
- Was kränkt, macht krank. Steinkopf-Verlag, ISBN 3-7984-0759-2.
- Gehorsam – um jeden Preis?. Betulius-Verlag, ISBN 3-89511-079-5.
- Ganz nah am Herzen. Steinkopf-Verlag, ISBN 3-7984-0756-8.
- Hätten Sie’s gewusst? Steinkopf-Verlag, ISBN 3-7984-0751-7.
- Zur Unterscheidung der Geister. Steinkopf-Verlag, ISBN 3-7984-0734-7.
- Gott heilt auch dich. Steinkopf-Verlag, ISBN 3-7984-0580-8.
- Gott ist anders. Betulius-Verlag, ISBN 3-89511-005-1.
- Höre, was ich nicht sage. Steinkopf-Verlag, ISBN 3-7984-0732-0.
- Ein Christ. Steinkopf-Verlag, ISBN 3-7984-0658-8.
- Von Maria zu reden ist gefährlich – Was geschah wirklich in Marpingen? Miriam Verlag, ISBN 3-87449-291-5.
- Noch ein Christ. Steinkopf-Verlag, ISBN 3-7984-0694-4.
- Schon wieder ein Christ. Steinkopf-Verlag, ISBN 3-7984-0730-4.
- Und immer noch ein Christ. Steinkopf-Verlag, ISBN 3-7984-0743-6.
- Ich hab dir was zu sagen, Herr. Betulius-Verlag, ISBN 3-89511-008-6.
- Don Camillo spricht mit Jesus. Steinkopf-Verlag.
- Verwünscht, verhext, verrückt oder was?. Betulius-Verlag, ISBN 3-89511-046-9.
- Firmbuch: Dein Geist weht. Tyrolia-Verlag Österreich, 3. Auflage 2002, ISBN 3-7022-2479-3.
- Pedro und sein Freund Ali. Steinkopf-Verlag, ISBN 3-7984-0745-2.
- Don Camillo, Jesus und der kleine Pedro. Steinkopf-Verlag, 2. Auflage 2001, ISBN 3-7984-0740-1.
- Heilung durch Versöhnung. Betulius-Verlag, ISBN 3-89511-056-6.
- Verrückt – ein Christ hat Humor. Steinkopf-Verlag, ISBN 3-7984-0701-0.
- Und heilt alle deine Gebrechen. Steinkopf-Verlag, ISBN 3-7984-0669-3.
- Ich habe dich gerufen. Steinkopf-Verlag, ISBN 3-7984-0720-7.
- Nein sagen können. Steinkopf-Verlag, ISBN 3-7984-0640-5.
- Lebensängste und Begegnung mit Gott. Steinkopf-Verlag, ISBN 3-7984-0614-6.
- Warum erscheint Maria so oft? Mediatrix-Verlag, ISBN 3-85406-156-0.